# Viola hediniana
Viola hediniana W.Becker – gatunek roślin z rodziny fiołkowatych (Violaceae). Występuje endemicznie w Chinach – w Syczuanie i zachodniej części Hubei. 

## Morfologia
PokrójBylina dorastająca do 30 cm wysokości, tworzy kłącza.
LiścieBlaszka liściowa ma niemal nerkowaty kształt. Mierzy 1,5 cm długości oraz 0,5–2 cm szerokości, jest karbowana na brzegu, ma sercowatą nasadę i tępy wierzchołek. Ogonek liściowy jest nagi i ma 2–4 cm długości. Przylistki są owalnie lancetowate lub lancetowate i osiągają 3–5 mm długości.
KwiatyPojedyncze, wyrastające z kątów pędów. Mają działki kielicha o równowąskim kształcie i dorastające do 5 mm długości. Płatki są odwrotnie jajowate lub podługowate, mają żółtą barwę oraz 5–12 mm długości, dolny płatek jest trójkątnie odwrotnie jajowaty, mierzy 13 mm długości, posiada obłą ostrogę o długości 5-6 mm.
OwoceTorebki mierzące 6 mm długości, o elipsoidalnym kształcie.

## Biologia i ekologia
Rośnie w lasach, na łąkach i skarpach. Występuje na wysokości od 1500 do 3500 m n.p.m.